# Діорама «Штурм фортеці Ізмаїл»
Діорама «Штурм фортеці Ізмаїл» — відділ Комунального закладу Ізмаїльської міської ради «Ізмаїльський військово-історичний музейний комплекс».

## Полотно діорами
Автори діорами — Євгеній Іванович Данилевський та Веніамін Михайлович Сибірський, народні художники Росії зі студії воєнних художників ім. М. Б. Грекова (м. Москва).
На малярському полотні 8×20 м змальовано кульмінаційний момент штурму Ізмаїла 1790 року — взяття суворовською армією зовнішніх фортечних укріплень.
За час існування твір мистецтва реставрувався двічі грековськими майстрами — в 2003 та 2013.

## Історія
В 1971—1973 проведена реставрація будівлі, в якій розташована діорама — відновили втрачені деталі та дах галереї.
Діораму відкрито 9 травня 1973 року, чому передували майже три роки кропіткої праці художників, а також зусиль колективів багатьох підприємств Ізмаїла.

## Будівля
Діорама розташована в будівлі колишньої турецької мечеті XVI ст. — Малій мечеті — пам'ятнику містобудування та архітектури XVI століття (національного значення), який є одним із небагатьох взірців середньовічної мусульманської архітектури, збереженої на території України.

У XIX столітті мечеть булу освячено у Хресто-Воздвиженську церкву, яка неодноразово зазнавала часткової перебудови. У 1948 році будівлю церкви, як пам'ятник старовини, було передано Обласному історичному музею ім. Олександра Суворова (Ізмаїл — обласний центр з 1940 по 1954 роки). Надалі було звільнено від невластивих йому культових деталей християнства та відновлено у формах мусульманської архітектури.

## Галерея

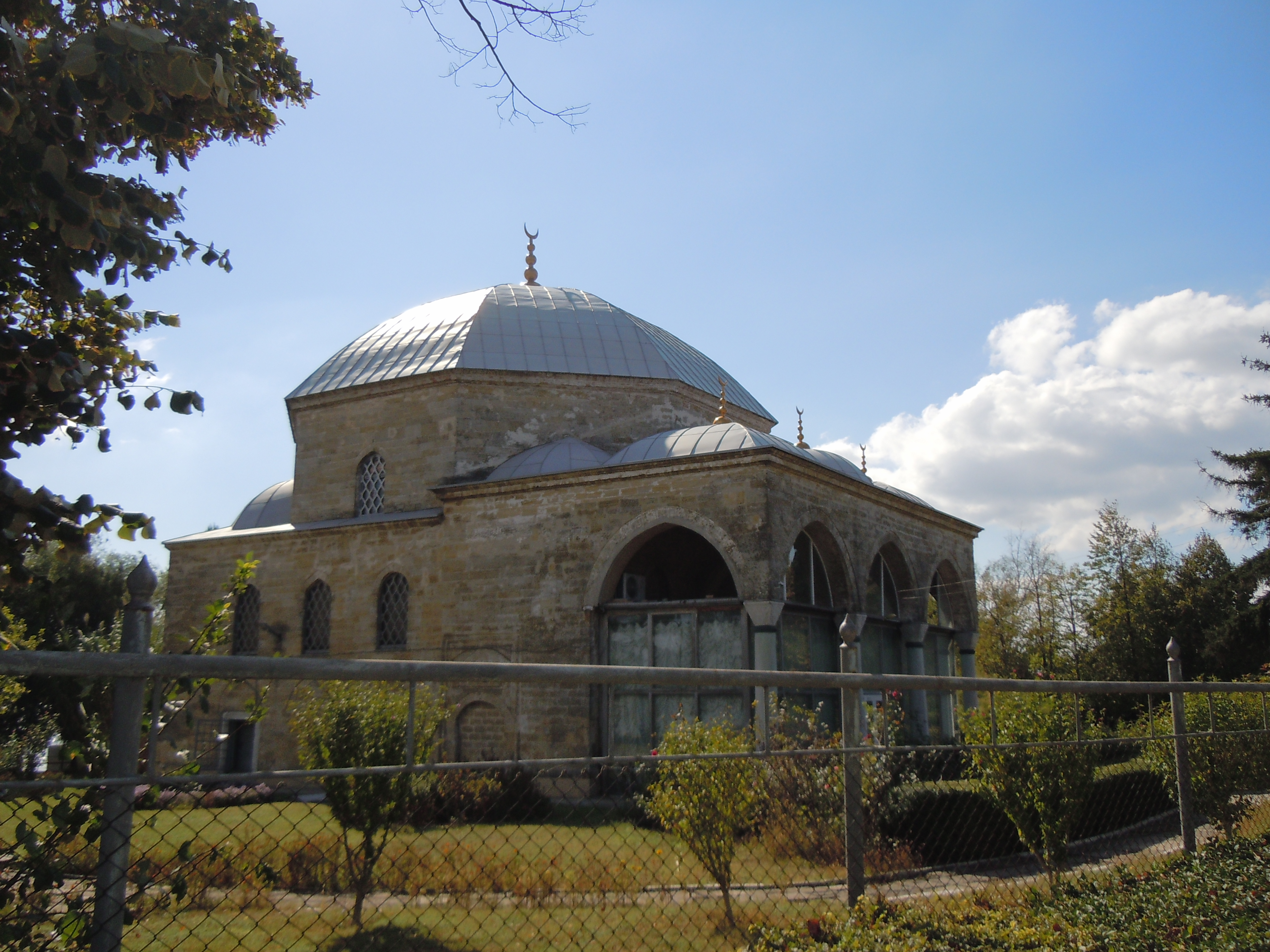
Мала мечеть у якій розміщена діорама
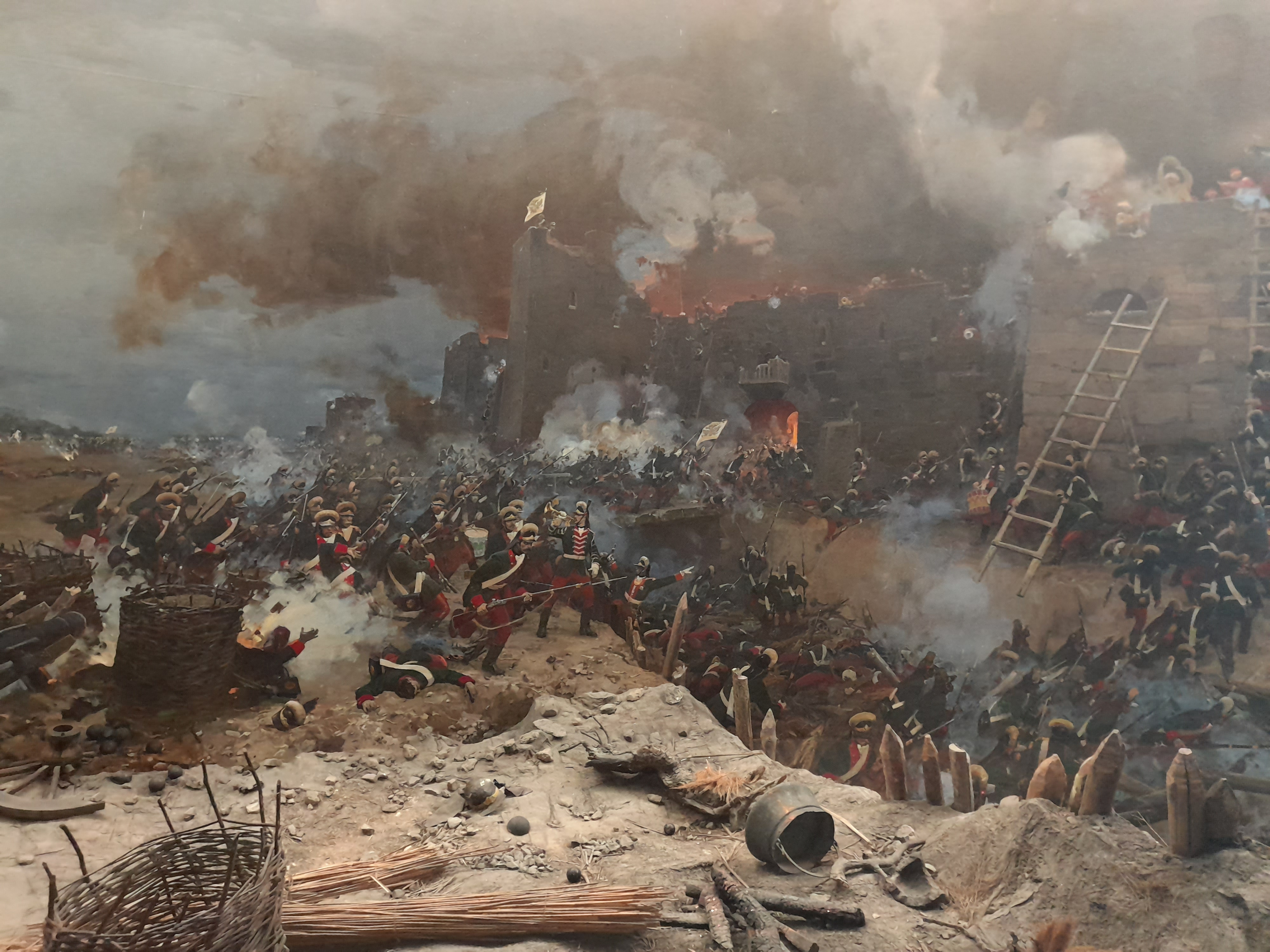
Фрагмент діорами
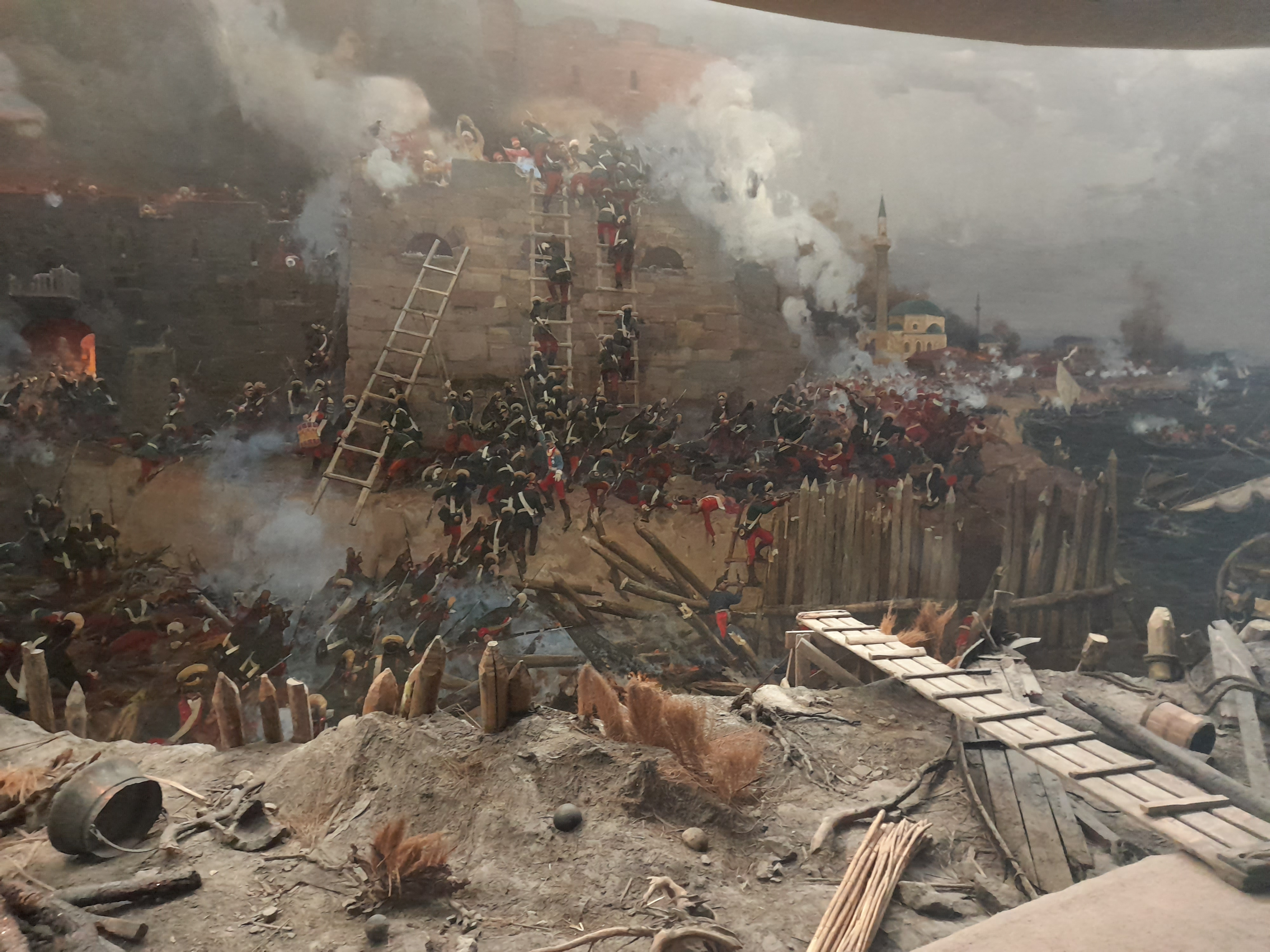
Фрагмент діорами
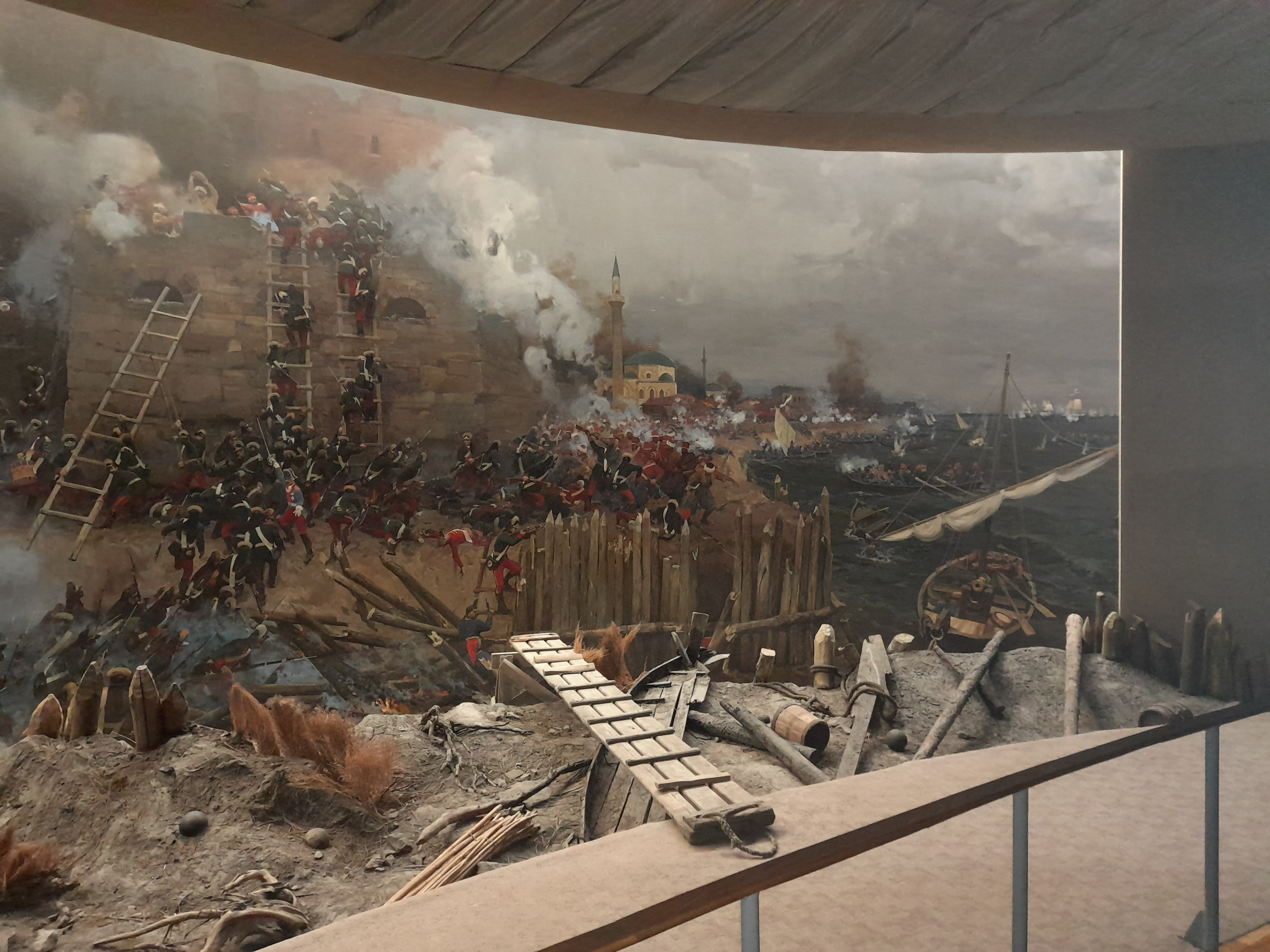
Фрагмент діорами
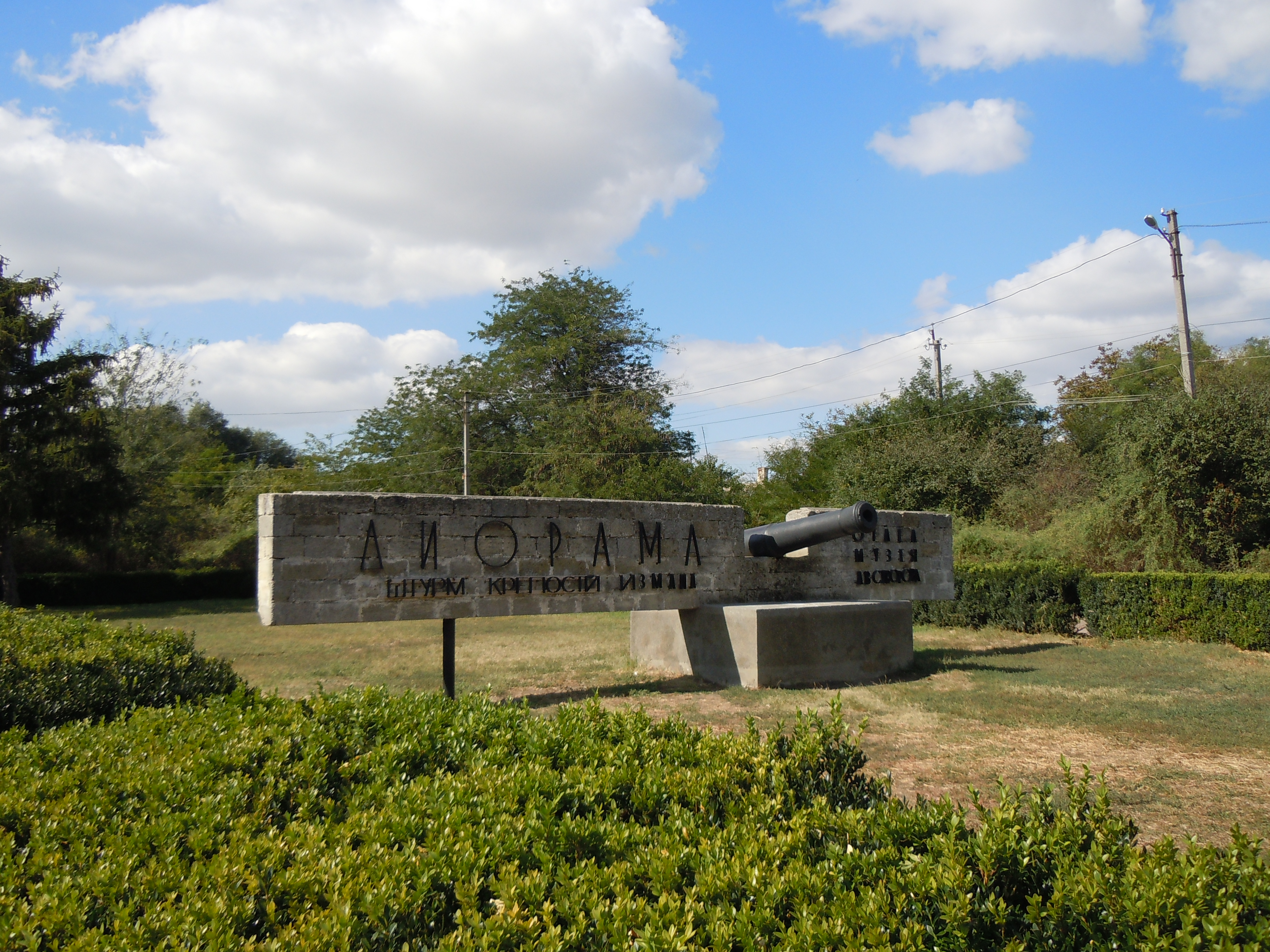
Біля входу до діорами (2014)
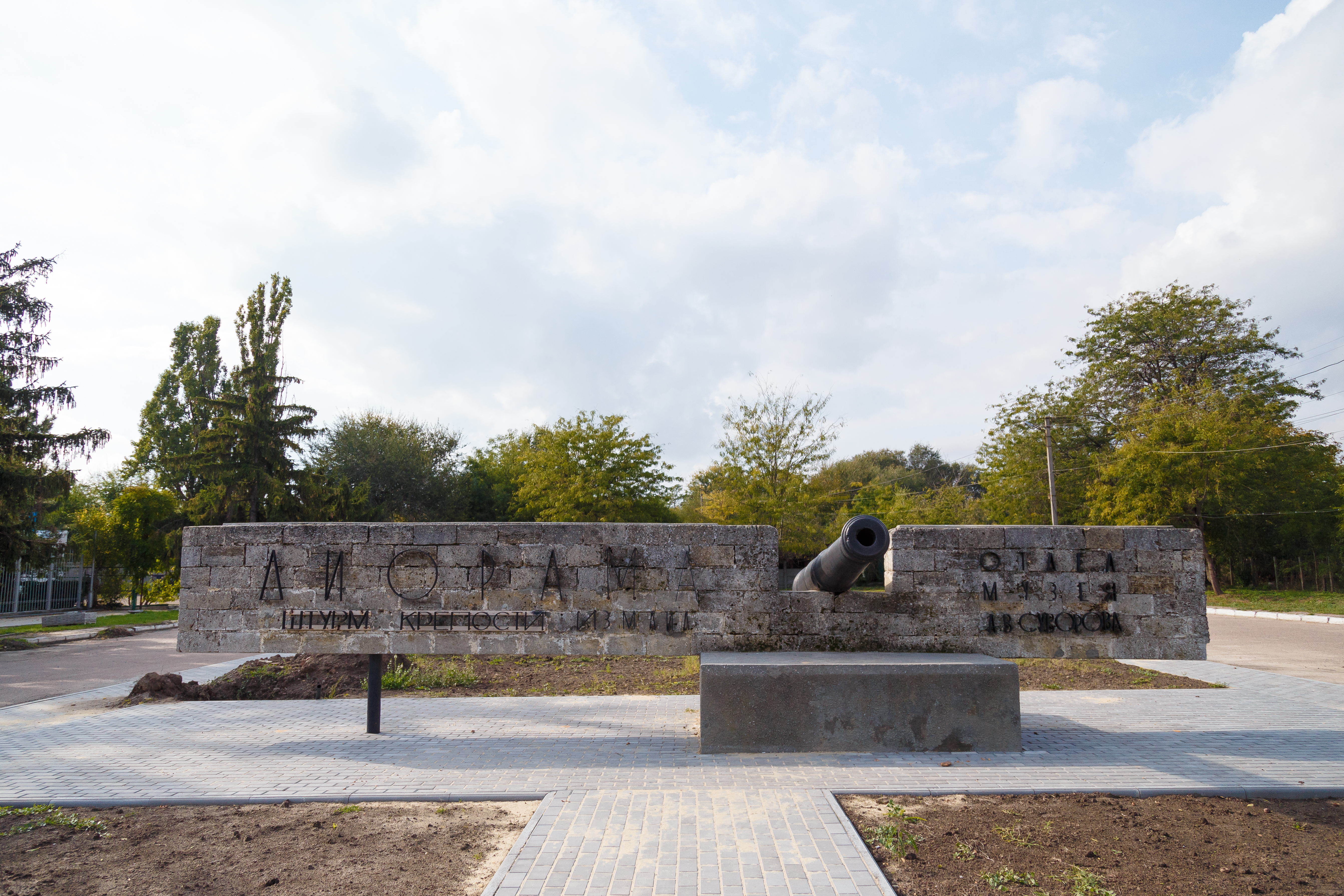
Біля входу до діорами (2019)
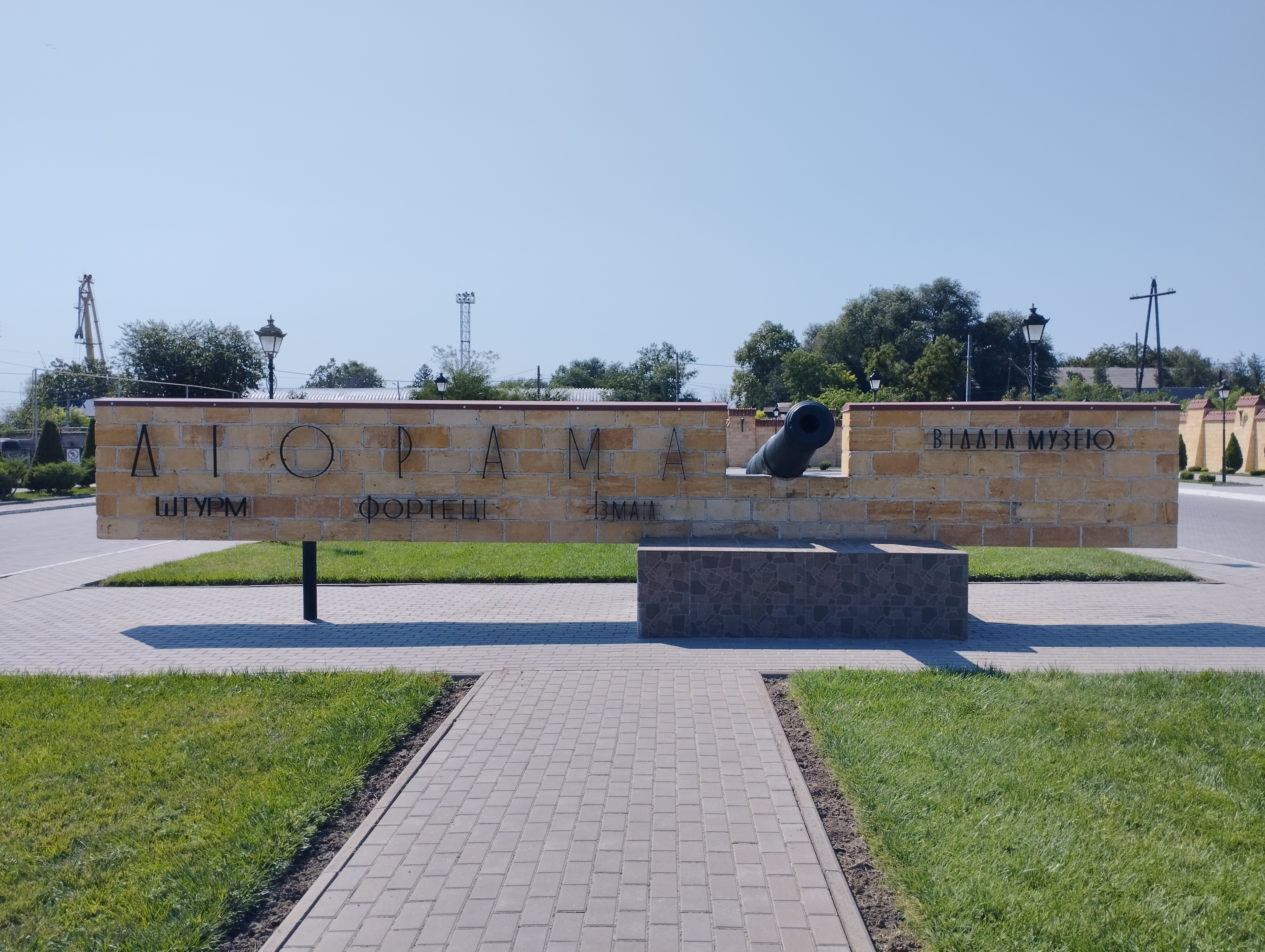
Біля входу до діорами (2024). Вивіску "Діорама" замінено на нову.